# Damalis concolor
Damalis concolor är en tvåvingeart som först beskrevs av Walker 1861.  Damalis concolor ingår i släktet Damalis och familjen rovflugor. Inga underarter finns listade i Catalogue of Life.